# (14249) 2000 AW57
(14249) 2000 AW57 es un asteroide perteneciente al cinturón de asteroides, descubierto el 4 de enero de 2000 por el equipo del Lincoln Near-Earth Asteroid Research desde el Laboratorio Lincoln, Socorro, Nuevo México.

## Designación y nombre
Designado provisionalmente como 2000 AW57.

## Características orbitales
2000 AW57 está situado a una distancia media del Sol de 3,158 ua, pudiendo alejarse hasta 3,275 ua y acercarse hasta 3,041 ua. Su excentricidad es 0,037 y la inclinación orbital 10,055 grados. Emplea 2049,87 días en completar una órbita alrededor del Sol.
Los próximos acercamientos a la órbita de Júpiter ocurrirán el 2 de abril de 2093, el 24 de noviembre de 2103 y el 2 de agosto de 2199.

## Características físicas
La magnitud absoluta de 2000 AW57 es 13,07. Tiene 11,611 km de diámetro y su albedo se estima en 0,120.